# Gabriel de Barletta
Gabriele da Barletta (Barletta o Aquino, primera mitad del siglo XV - 1480), importante predicador de los dominicos. Su fama fue tan grande que se difundió el refrán: «Nescit predicare qui nescit barlettare» (No predicar sino «barletar»).

## Biografía
Gabriele  de Barletta fue un notable predicador de la orden de los cominicos, activo en la Italia centro-septentrional del siglo XV. Su fama procede de ser capaz de predicar sobre temas diversos tanto en latín como en italiano, con una extraordinaria eficiencia comunicativa.
Fue diácono en Florencia, estudiante en Perugia y en Siena; se graduó en el 1472 en la Universidad de Parma.
Fue profesor de teología en la Universidad de Parma, prior del convento del Espíritu Santo de Siena, y posteriorment en el convento de san Cataldo de Rimini. 
Thomas Kaeppeli (el biógrafo más importante de los dominicos) lo definión como «insigne predicador de la palabra de Dios».
Su defunción se suele datar como posterior a 1480.

## Obras

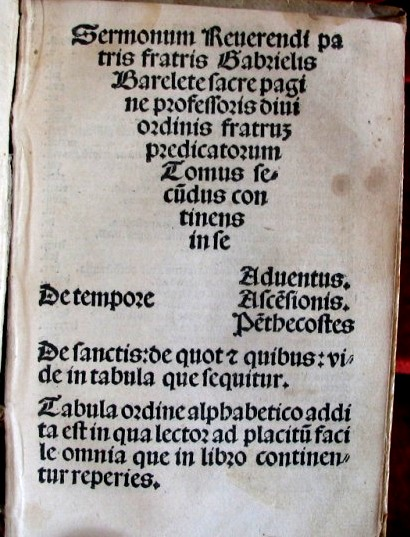
Portada de un libro de Sermones de Gabriel de Barletta

Escribió Sermones quadragesimales et de sanctis (un total de 87 sermones) que se han publicado en numerosas ocasiones durante el siglo XVI, lo que demuestra la popularidad de Gabriele. 
La Biblioteca comunale «Sabino Loffredo» de Barletta posee una de las ediciones más antiguas: el incunable publicado en Brescia en 1497.
En la época de Gabriele, los sermones eran no solo un discurso de edificación moral y religiosa, sino que además era una manera de transmisión de ideas, para la formación de un código colectivo de la civilización. Para conseguir estos objetivos en sus sermones Gabriele tiene libertad lingüística, dando a la prédica un carácter abiertamente teatral, y no es raro que se produzcan «facecia» (broma). Gabriele cumple, no obstante, con la rigidez de la época de abrir el dialecto. No se descarta así que el carácter aprendido de los sermones, que tocafía están llenos de citas de autores latinos, de fuentes bíblicas, los Padres de la Iglesia, los autores escolásticos o los escritores vulgares.
Cada sermón tiene un tema anunciado. Tras el exordio el tema se trata de acuerdo con el esquema tradicional de la relacion (demostración racional), auctoritate (autoridad de las Sagradas Escrituras) y exemplo (ejemplo de la historia, sagrada o profana).
Los sermones de Barletta ofrecen una visión de la vida de finales del siglo XV, sobre todo en Europa central y Septentrional.
Acerca de los temas, hay diatribas en contra de los ricos contra los pobres, recuerda la necesidad de mantener la ley de Dios, aversión a la laxitud moral entre la gente de la iglesia.
Otras obras:
- Tabula super Bibliam
- Votum de libro De divina praeordinatione vitae et mortis humanae